# Vingt-Hanaps
Vingt-Hanaps là một xã thuộc tỉnh Orne trong vùng Normandie tây bắc nước Pháp. Xã này nằm ở khu vực có độ cao trung bình 293 mét trên mực nước biển.
Communes of the Orne department